# بيل بيلي (لاعب كرة قاعدة)
بيل بيلي (بالإنجليزية: Bill Bailey)‏ هو لاعب كرة قاعدة أمريكي، ولد في 19 نوفمبر 1881 في شاوني في الولايات المتحدة، وتوفي في 27 أكتوبر 1967 في سياتل في الولايات المتحدة.

## وصلات خارجية
- بيل بيلي على موقعبيزبول رفرنس.كوم (الدوري الرئيسي) (الإنجليزية)
- بيل بيلي على موقعبيزبول رفرنس.كوم (الدوري الثانوي) (الإنجليزية)